# Jacques Buus
Pour l’article homonyme, voir Buus (homonymie).
Jacques Buus (ou Jakob Buus) est un compositeur et organiste de l'école franco-flamande. Il naît probablement à Gand vers 1500 et meurt à Vienne en août 1565.
Organiste à Saint-Marc de Venise (pour le petit orgue), puis à la cour de Ferdinand Ier à Vienne. Ses Ricercari sont très précieux pour l'étude des styles d'interprétation du temps (tablatures d'orgue agrémentées d'une importante figuration).

## Œuvres
Motets, madrigaux, chansons françaises et surtout œuvres d'orgue (Ricercari da cantare e sonare d'organo e altri Stromenti..., Intabolatura d'organo di Ricercari...).

## Sources
- Roland de Candé, Dictionnaire des compositeurs, Paris, Seuil, 1996, 500 p. (ISBN 978-2-02-025399-4, LCCN 96133344)